# 田島榮
田島 榮（たじま さかえ、1932年7月16日 -2020年7月20日 ）は、日本の劇作家。1956年から劇団前進座に所属し、歴史劇から現代劇まで幅広い作品を脚色、執筆している。

## 来歴・人物
1932年（昭和7年）7月16日、劇作家の父田島淳と母つやの二男として生まれる。1952年（昭和27年）、私立横浜高等学校を卒業し、中央大学法学部に入学するも、1955年（昭和30年）に中退。1956年（昭和31年）、劇団前進座に入座した。2020年7月20日、肺がんで死去。享年88。妹に日本画家の田島奈須美。長男は上原美術館（仏教館）主任学芸員の田島整（1970年（昭和45年） - )。

## 主な戯曲作品

### 前進座座員としての戯曲
- 吉川英治原作、小池章太郎と共同脚色　「かんかん虫は唄う」（1967年）
- 早乙女勝元原作、小池章太郎と共同脚色「ハモニカ物語」（1967年）
- 田島榮・羽田功が劇化「桜吹雪遠山の金さん・謎模様怒十年」（1974年）
- 山本周五郎原作　「さぶ」（1975年）
- 松谷みよ子原作　「まえがみ太郎」（1976年）
- 山本周五郎原作　「柳橋物語」（1977年）
- 山本周五郎原作　「あすなろう」（1978年）
- 新田次郎原作　「怒る富士」（1980年）
- 山本周五郎原作　「夜の辛夷」（1981年）
- 田島榮作　「法然」（1982年）
- 芥川龍之介原作　「羅生門」（1982年）
- 司馬遼太郎原作　「尻啖之孫市（しりくらえまごいち）」（1983年）
- 山本周五郎原作　「つゆのひぬま」（1985年）
- 山本周五郎原作　「赤ひげ」（1987年）
- 山本周五郎原作　「わたくしです物語」（1989年）
- 山本周五郎原作　「青べか物語」（1990年）
- 神坂次郎原作　「今日われ生きてあり」（1991年）
- 山本周五郎原作　「深川安楽亭」（1992年）
- 三浦綾子原作　「母」（1993年）
- 田島榮作　　　「法然と親鸞」（2007年）

### 前進座以外への戯曲
- 田島榮作「風雪のみずうみ」（1985年）新潟県紫雲寺町
- 田島榮作「越後義民伝」（1990年）

### 刊行された戯曲
- 山本周五郎原作・田島榮脚色「赤ひげ」　ヨムゲキゴールド（2000年）演劇ぶっく社